# کونوپیسکا
کونوپیسکا (به لهستانی:  Konopiska) یک روستا در لهستان است که در گمینا کونوپیسکا واقع شده‌است.
 کونوپیسکا  ۲٬۹۰۱ نفر جمعیت دارد.